# Зюзькин, Александр Дмитриевич
Александр Дмитриевич Зюзькин (9 февраля 1943, с. Молотовка, Кокчетавская область, Казахская ССР — 28 декабря 2016, Великая Александровка, Киевская область, Украина) — советский и украинский хоровой дирижёр, музыкально-общественный деятель и педагог, народный артист Украины (2015).

## Биография
Родился в семье военного.
В 1975 году окончил Дальневосточный педагогический институт искусств во Владивостоке (класс Е. Герцмана), где после окончания преподавал на кафедре истории музыки.
В 1980 году переехал на Украину, где сначала жил в Киеве, затем в селе Великая Александровка. Работал с самодеятельными хоровыми коллективами, преподавал музыку в общеобразовательных школах Бориспольского района Киевской области. В 1987—1989 годах был дериктором детской музыкальной школы Борисполя. В 1989 году организовал и возглавил академический хоровой коллектив в селе Великая Александровка (с 1991 года народная академическая хоровая капелла имени П. Чубинского). Капелла стала лауреатом нескольких всеукраинских и международных фестивалей, обладателем бронзовой медали V Всемирных хоровых игр (Грац, Австрия, 2008).
С 1990 года был основателем и дирижёром Великоалександровской школы искусств и ремёсел. С 2008 года служил дирижёром и художественным руководителем Бориспольского муниципального камерного хора.
Похоронен в селе Великая Александровка Киевской области.

## Награды и звания
- Заслуженный артист Украины (1999)[3].
- Народный артист Украины (2015)[4].
- Орден «За заслуги» III степени (2008)[5].